# Jüdische Gemeinde Flévy

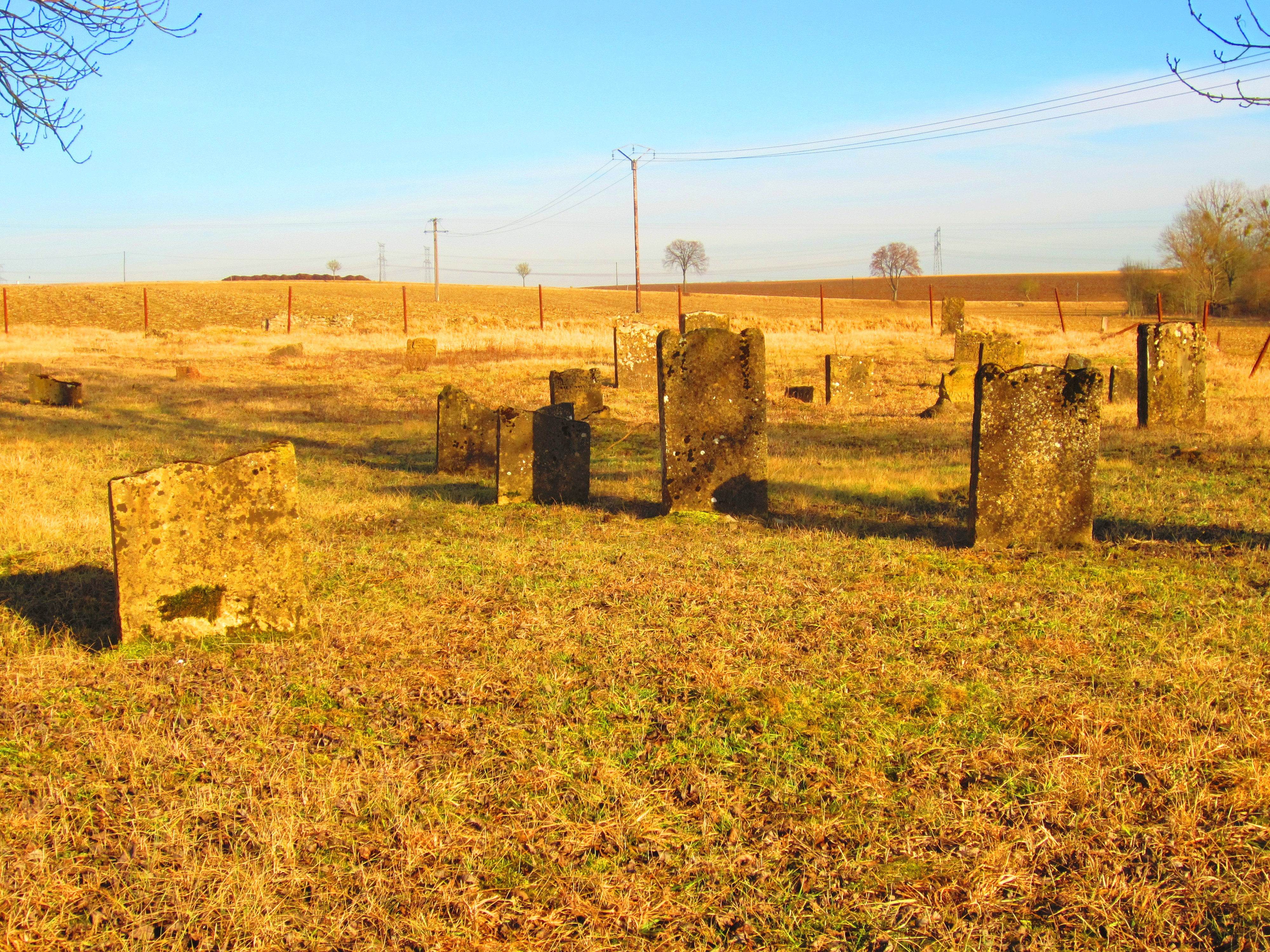
Jüdischer Friedhof in Flévy

Eine Jüdische Gemeinde in Flévy, einer französischen Gemeinde im Département Moselle in Lothringen, bestand spätestens seit dem 18. Jahrhundert.

## Geschichte
Der jüdische Friedhof befindet sich weit außerhalb des Ortes in der Flur Chelaincourt. Vermutlich wurde er im 16. Jahrhundert angelegt, heute sind nur noch circa 55 Grabsteine (Mazevot) vorhanden. Die jüdischen Familien von Luttange und Ennery bestatteten ebenfalls bis Ende des 18. Jahrhunderts ihre Toten in Flévy. Danach wurde ein jüdischer Friedhof in Ennery errichtet. Die Juden in Flévy gehörten ab 1808 zum israelitischen Konsistorialbezirk Metz.